# Kryddpeppar
Kryddpeppar eller piment (Pimenta dioica, tidigare Pimenta officinalis) är ett städsegrönt cirka 10 meter högt träd som har sitt ursprung på Jamaica och i Centralamerika och tillhör familjen myrtenväxter. Frukternas frön används som krydda i både mat och bröd. Frukten är rundad till något äggformad och grön som omogen och mörkt brun till svartbrun med en lilaaktig anstrykning som mogen. Frukterna skördas omogna och får sedan torka. Jamaica är den största producenten av kryddpeppar.

## Historia
Under Christofer Columbus andra resa till Karibien på jakt efter vägen västerut mot Indien gjorde han ett strandhugg på Jamaica. Där fann man kryddpepparträd, som man till en början trodde var indiska pepparträd eftersom kryddorna utseendemässigt liknar varandra.
I och med att engelsmännen tagit makten över Jamaica från spanjorerna i mitten av 1655 kom handeln med kryddpeppar igång och då kryddan påminner om en blandning av bland annat kanel, muskot och nejlika fick den namnet allkrydda på flera språk, till exempel engelska allspice, franska toute-épice och på danska allehånde.
I Sverige kallades kryddan för peppar och användes mer än vit- och svartpeppar. Den svenska handelsflottan började under 1700-talet gnida in kryddpeppar i det salta fläsket för att dölja härsken smak och förlänga hållbarheten. Detta kan ha bidragit till kryddpepparns popularitet i Skandinavien.
I Frankrike började man använda kryddan i likörerna Chartreuse på 1700-talet och Bénédictine på 1800-talet.

## Användning
Kryddpeppar används huvudsakligen i Mellanöstern, Centralamerika, Storbritannien och i Skandinavien.
Skandinavien utgör en tredjedel av kryddpepparhandeln i världen. Kryddpeppar innehåller ämnet eugenol, som är en stark antioxidant som också har en bedövande effekt.

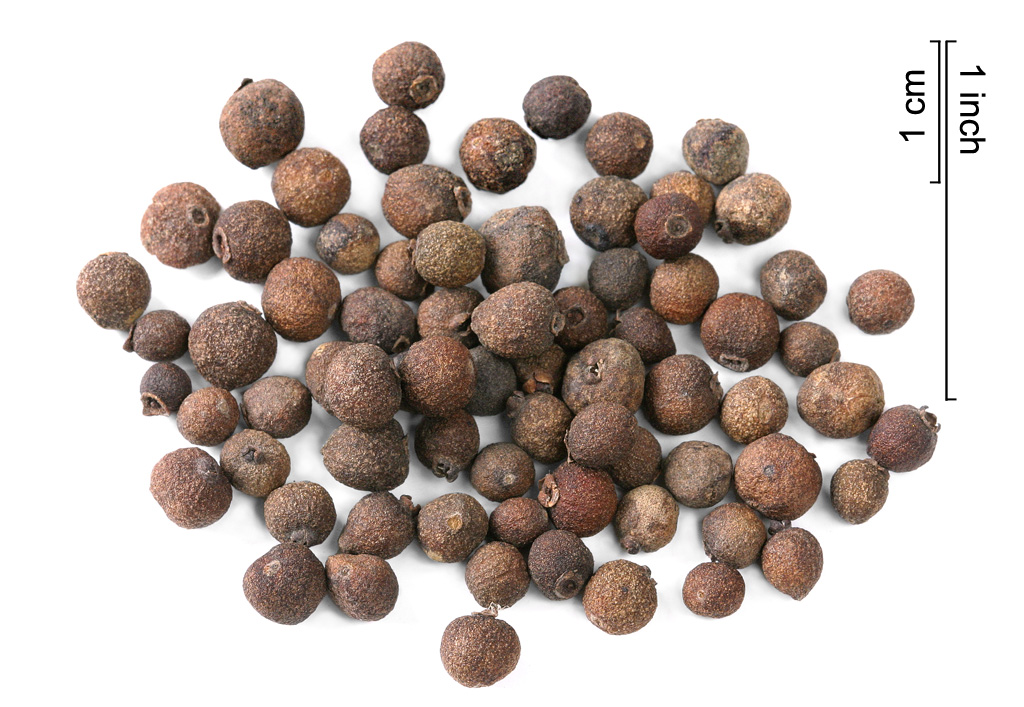
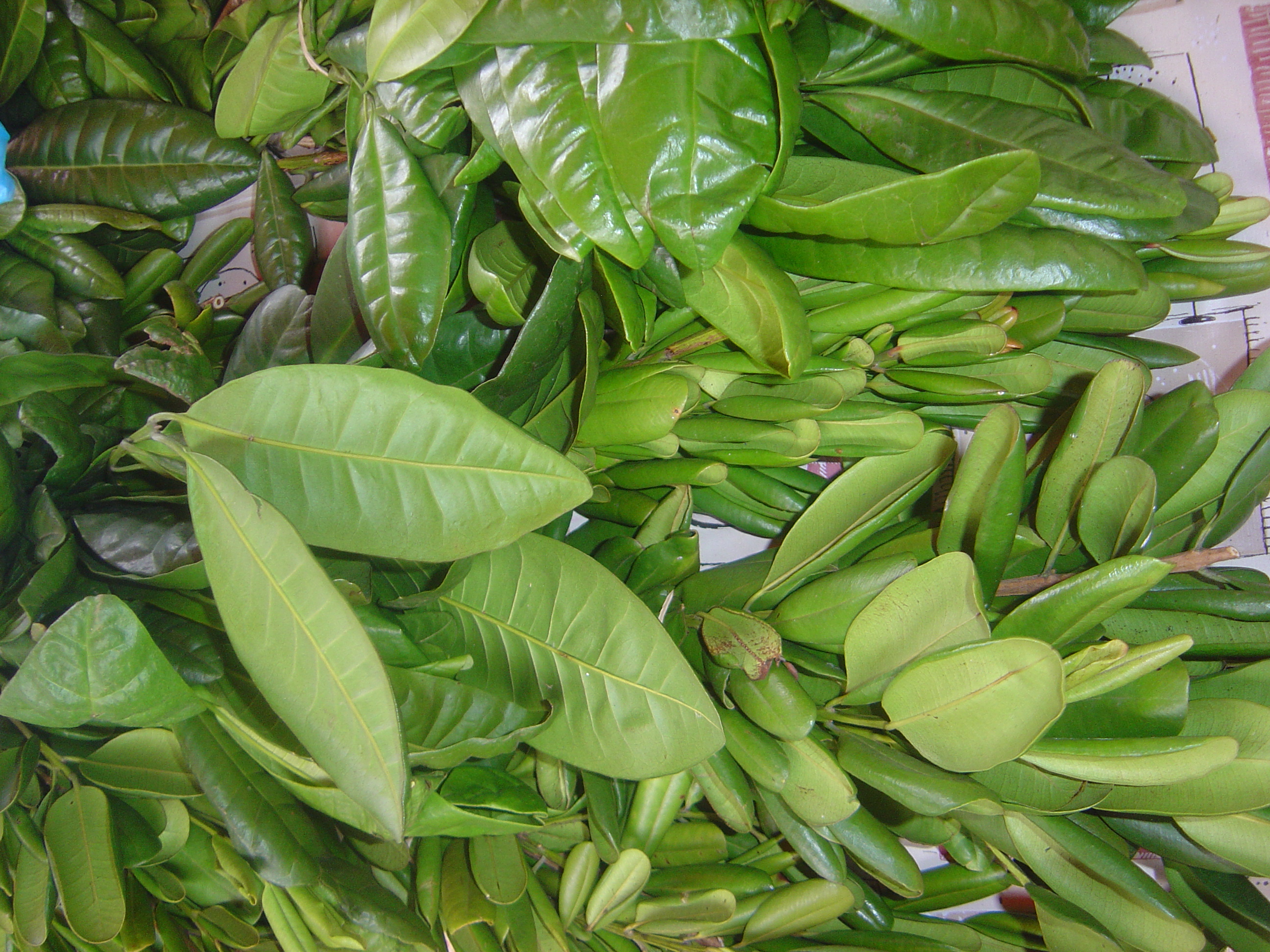

- I Karibien och Mexico används både de torkade frukterna och bladen i gryträtter, såser och marinader. Kryddpeppar är den huvudsakliga ingrediensen i den jamaicanska kryddblandningen jerk. På sina håll i Karibien tuggar man bladen för att lindra tandvärk.[1][5]
- I Storbritannien används kryddpeppar till såser, stuvningar och pickles.[1]
- I Skandinavien används kryddpeppar framför allt i sillkonserver, charkprodukter och såser. Exempelvis ingår kryddpeppar i traditionella svenska rätter som kroppkakor, kalops och lutfisk.[1][3][4][5]
- I USA används den i ketchup, pickles, fruktpajer och liknande desserter.[4][3]
- I Mellanöstern och Nordafrika används kryddpeppar rikligt i matlagningen, exempelvis i den etiopiska kryddblandningen berbere[1] och den marockanska ras el hanout.